# 台城镇
台城镇，是中华人民共和国山西省忻州市五台县下辖的一个乡镇级行政单位。人口统计40,145人。

## 划
台城镇下辖以下地区：
台城村、西关村、南关村、西庄村、西富村、西寨村、前岗村、后岗村、西马村、东岗村、王家沟村、蒲草沟村、河东村、古城村、西龙泉村、唐家湾村、东马村、东龙泉村、西山村、走马岭村、高家庄村、新河村、南坪村、东坪村、西三角村和兴郑村。